# Evil Empire
Evil Empire (Imperio del mal) es el segundo álbum de la banda estadounidense de rap metal Rage Against the Machine. Fue lanzado al mercado el 16 de abril de 1996, casi 4 años después de la salida de su primer álbum, Rage Against the Machine (1992).
El título del álbum, Evil Empire (Imperio del Mal, en inglés), fue un calificativo usado durante el gobierno del entonces presidente de los Estados Unidos, Ronald Reagan, por este mismo y otros conservadores estadounidenses para describir a la entonces URSS. Pero según la ideología socialista de la banda, el sentido es lo contrario, calificando a los Estados Unidos como el “Evil Empire”. 
Evil Empire debutó en el #1 de Billboard Top 200.

## Lista de canciones
1. "People of the Sun" - 2:30
2. "Bulls on Parade" - 3:51
3. "Vietnow" - 4:39
4. "Revolver" - 5:30
5. "Snakecharmer" - 3:55
6. "Tire Me" - 3:00
7. "Down Rodeo" - 5:20
8. "Without a Face" - 3:36
9. "Wind Below" - 5:50
10. "Roll Right" - 4:22
11. "Year of tha Boomerang" - 3:59

## Créditos
- Rage Against the Machine - Productor, Dirección de Arte
- Zack de la Rocha - Vocalista, Composición de canciones
- Tom Morello - Guitarra
- Tim Commerford - Bajo
- Brad Wilk - Baterías
- Nick DiDia - Ingeniero, Técnico de Grabación
- Clay Harper – Asistente de Ingeniería
- Lisa Johnson - Fotografía
- Paul Kosky – Técnico de Grabación
- Bob Ludwig - Masterización
- Brendan O'Brien - Productor
- Andy Wallace - Mezclador
- Caram Costanzo – Segundo Ingeniero
- Dave Rat – Técnico de Grabación

## Posicionamiento

### Álbum
| Año de publicación | Álbum       | Listas            | Posición |
| 1996               | Evil Empire | The Billboard 200 | N. 1     |

### Sencillos
| Año de publicación | Sencillo        | Listas                 | Posición |
| 1996               | Bulls On Parade | Mainstream Rock Tracks | N.36     |
| 1996               | Bulls On Parade | Modern Rock Tracks     | No.11    |

### Premios
| Año de publicación | Sencillo | Premio                                 |
| 1996               | Tire Me  | Premio Grammy "Best Metal Performance" |

- Datos: Q926534